# 延長県
延長県（えんちょう-けん）は、中華人民共和国陝西省延安市に位置する県。

## 地名の由来
県名は、当地を流域とする秀延河が東に向かって黄河に合流することに由来する。

## 行政区画
- 街道:七里村街道
- 鎮:黒家堡鎮、鄭荘鎮、張家灘鎮、交口鎮、雷赤鎮、羅子山鎮、安溝鎮